# Sylvia Griño
Sylvia Griño (Montevideo, Uruguai, 1957), és una arquitecta uruguaiana que viu a França i que ha dissenyat obres molt importants en aquest país.

## Trajectòria
Entre 1975 i 1981 va realitzar els seus estudis d'arquitectura en la Facultat d'Arquitectura a Montevideo.
Fins a 1982 va treballar en l'estudi Dieste Montañez. En 1984 va acabar el seu Master en arquitectura en UPA n5, França. En 1985 es va associar a Philippe Barthélémy i van fundar l'estudi Barthélémy Griño a París. És arquitecta D.F.A.M.U, Uruguai, 1986.
Ella dissenyà la galeria d'art de Louis Vuitton, l'estadi de futbol de Fontainebleau, diverses ambaixades franceses, la Facultat de Ciències Socials en París, l'hospital de Garches i molts edificis rellevants. Entre ells l'Estadi de Nanterre, el Sport Complex a Amiens, l'edifici LVMH en Kobe a el Japó.
La construcció del Bureaux à Fontainebleau, és a dir, el cor administratiu de l'edifici de comandament del campus esportiu, en la vora del bosc de Fontainebleau, va ser part d'un ampli projecte de reestructuració del Centre Nacional d'Esports de la Defensa, on els militars francesos reben tot el seu entrenament esportiu.
El complex esportiu en Ailly-sud-Somme, als afores d'Amines, és un projecte municipal, multisales, amb un gimnàs i una biblioteca.
És Professora convidada de la Ecole Speciale d'Architecture en París.

## Premis i reconeixements[3]
- Esment especial Prix de l'Equerre d'Argent, Le Moniteur, 2003.[8]
- Nominada al Prix de l'Equerre d'Argent, Le Moniteur, 2002.[9]
- Nominada al Prix de la Premire Oevre, Le Moniteur, 1991.

## Obres
Algunes de les seves construccions:
- Estadi, Fontainebleau, França.
- Estadi, Nanterre, França.[8]
- Complex Esportiu, Ailly-sud-Somme, França.
- Oficines del complex Esportiu del Centre Nacional d'Esports de la Defensa, Fontainebleau.
- Edifici Kowa en Kobe, Japon.
- Edifici de Louis Vuitton en Tumon Bay, Guam.[11]
- Galeria d'art de Louis Vuitton.
- Facultat de Ciències Socials, Paris.
- Bibliothèque et ateliers municipal, Montparnasse, París.
- Modern Art Museum, Erro Foundatïon, Réhabilitation d'une laiterie industrielle, Reykjavik, Islàndia.
- Hospital de Garches, França.
- Ambaixada de França a Kuwait.[12]
- Ambaixada de França a Ghana.[13]
- Estadi de futbol, Gran-Synthe.[14]
- Liceu francès, el Caire, Egipte.[15]